# Площа XV листопада
22°54′11″ пд. ш. 43°10′25″ зх. д. / 22.903° пд. ш. 43.173694444444° зх. д.
Площа XV листопада ( англ. 15 November Square  ) — публічна площа в центрі міста Ріо-де-Жанейро, Бразилія.

## Місцезнаходження
Площа розташована в історичному центрі Ріо-де-Жанейро та фланкована палацом Тирадентіс, резиденцією Законодавчих зборів Ріо-де-Жанейро ; і Paço Imperial . Станція Praça XV — це поромний термінал, який обслуговує ряд напрямків у містах Ріо-де-Жанейро та Нітерой .